# Cynorta valida
Cynorta valida is een hooiwagen uit de familie Cosmetidae.